# Parafia św. Doroty w Łodzi
Parafia pw. św. Doroty – rzymskokatolicka, w archidiecezji łódzkiej, w dekanacie Łódź-Stoki. Mieści się przy ulicy Pomorskiej 445/447.

## Historia
Jest to najprawdopodobniej najstarsza parafia rzymskokatolicka w mieście. Kościół parafialny drewniany, modrzewiowy, wybudowany w 1543, częściowo spalony i odbudowany w 1766, powiększony w 1832. Kościół doszczętnie spłonął w dniu 31 sierpnia 2015 roku
Odbudowę nieomal w takim kształcie, z wykorzystaniem bali modrzewiowych ocalałych z pożaru, rozpoczęto we wrześniu 2020.   
5 września 2022 roku Łódzka Kuria Metropolitalna  przesłała do urzędu wojewódzkiego pismo z wyjaśnieniem jaka jest prawidłowa nazwa parafii. Zgodnie z tym pismem brzmi ona: Parafia pod wezwaniem świętej Doroty. Do nazwy mogą być dodawane współtytuły: św. Walenty, św. Jan Chrzciciel, św. Anna, Przemienienie Pańskie, koronacja N.M.P. czy św. Tekla.  

## Grupy parafialne
Ministranci, schola, chór, oaza, Parafialne Koło Stowarzyszenia Rodzin Katolickich, Podwórkowe Koło Różańcowe, Żywa Róża.

## Duszpasterze
Proboszcz
- ks. Roman Kurzdym

Diakon
- dk. Adam Surma[7]